# An Giang
An Giang este o provincie în Vietnam. Capitala prefecturii este orașul Long Xuyên.

## Județ
- Long Xuyên
- Châu Đốc
- Tân Châu
- An Phú
- Châu Phú
- Châu Thành
- Chợ Mới
- Phú Tân
- Thoại Sơn
- Tịnh Biên
- Tri Tôn

1. ↑   https://www.gso.gov.vn/en/px-web/?pxid=E0201&theme=Population%20and%20Employment Lipsește sau este vid: |title= (ajutor)
2. ↑   https://mabuuchinh.vn/ Lipsește sau este vid: |title= (ajutor)
3. ↑   http://postcode.vn/ Lipsește sau este vid: |title= (ajutor)